# Michiko Tomita
Michiko Tomita (jap. 冨田美千代, Tomita Michiko; * um 1960) ist eine ehemalige japanische Badmintonspielerin.

## Karriere
Michiko Tomita wurde 1985 japanische Meisterin, wobei sie im Mixed mit Akio Tomita erfolgreich war. 1985 nahm sie auch an der Badminton-Weltmeisterschaft teil und wurde bei ihren beiden Starts im Doppel und im Mixed jeweils 17.

## Sportliche Erfolge
| Saison | Veranstaltung                | Disziplin   | Platz | Name                           |
| ------ | ---------------------------- | ----------- | ----- | ------------------------------ |
| 1981   | Japan: Einzelmeisterschaften | Damendoppel | 2     | Sumiko Kitada / Michiko Tomita |
| 1985   | Japan: Einzelmeisterschaften | Mixed       | 1     | Akio Tomita / Michiko Tomita   |
| 1985   | Weltmeisterschaft            | Mixed       | 17    | Shūji Matsuno / Michiko Tomita |
| 1985   | Weltmeisterschaft            | Damendoppel | 17    | Sumiko Kitada / Michiko Tomita |